# ランドセリング☆
「ランドセリング☆」（らんどせりんぐ）は、のみこの6枚目のシングル。2011年1月26日にGloryHeavenから発売された。

## 概要
前作「恋空リサイクリング」から約1年10ヶ月ぶりのリリースであり、2011年1枚目のシングル。
表題曲「ランドセリング☆」は、テレビアニメ『みつどもえ 増量中!』のエンディングテーマとして使用されている。テレビアニメのタイアップは、前作「恋空リサイクリング」に続いて2作連続。楽曲自体は、キュートに弾けるヴォーカルが印象的な楽曲となっている。また、のみこ曰くアニメ本編のテンポや勢い、賑やかさに同調するかのようなとっても楽しくてハイテンションな楽曲とのこと。
CDパッケージの裏や、ブックレットにかなりやりきってる感のランドセルを背負っているのみこ写真が載っており、表情が｢この顔、出していいの?｣などと他のアーティストや友達に言われる程の表情の写真であると語っている。
ジャケットイラストは、三角形状に配置された丸井3姉妹の中心に、チクビが描かれたものとなっている。

## 収録曲
1. ランドセリング☆ [3:49]
作詞：島田カイエ、作曲・編曲：corin.
  - テレビアニメ『みつどもえ 増量中!』エンディングテーマ
2. パラノーマリング [4:19]
作詞・作曲：松井洋平、編曲：石川智久
3. ランドセリング☆（off vocal）
4. パラノーマリング（off vocal）